# Marie Fargues
Marie Fargues, född 1884, död 1973, var en fransk romersk-katolsk pedagog inom den reformpedagogiska rörelsen.